# مؤامرة الانقلاب في ألمانيا 2022
أُلقي في السابع من كانون الأول/ديسمبر 2022 القبض على 25 عضوًا من مجموعة إرهابية يمينية متطرفة مشتبهٌ بها بتهمة التخطيط لانقلابٍ في ألمانيا. تحملُ المجموعة اسم «الاتحاد الوطني» ويقودها مجلس (بالألمانية: Rat)‏، وتُعتبر ضمنَ حركة مواطني الرايخ وهي التسمية التي تُطلق على الجماعات اليمينيّة المتطرفة في ألمانيا. تهدفُ المجموعة إلى إعادة تأسيس حكومة ملكية في ألمانيا على غرار تقاليد الرايخ الألماني، حيث تُشبه في هيكليتها الإمبراطورية الألمانية. يُزعم أن المجموعة أرادت إثارة الفوضى والحرب الأهلية في ألمانيا حتى تتمكّن من تولي السلطة.
فتَّش أكثر من 3000 شرطي ألماني وعشرات الضباط في القوات الخاصة ما مجموعه 130 موقعًا في جميع أنحاء ألمانيا فاعتقلوا العشرات من المشتبه بهم بما في ذلك هنري الثالث عشر الأرستقراطي السابق، وكذلك النائب السابق عن حزب البديل من أجل ألمانيا بيرجيت مالساك-وينكمان. ضمَّت المجموعة أيضًا عناصر نشطة من الجيش والشرطة، وتُعتبر هذه العملية هي الأكبر في تاريخ ألمانيا، كما أنّ المدعي العام بيتر فرانك قد صنَّف هذه الجماعة  على أنها «منظمة إرهابية».

## الأعضاء
أفاد المدعون أن ما يقربُ من 50 منظِّمًا كانوا أعضاء في حركة مواطني الرايخ، وهي مجموعة من الجماعات اليمينية المتطرفة التي ترفضُ النظام الأساسي الديمقراطي الليبرالي الحالي في ألمانيا وترتبط بالعنف ومعاداة السامية، وبحسب ما وردَ فقد كان من بين المتآمرين من يُؤمن بنظريّة كيو أنون التآمريّة فضلًا عن منكري فيروس كورونا. قُسّمت المجموعة إلى عدّة مجموعات صغيرة من أجلِ إحكام المسؤوليّة عن كلّ منطقة، وقد قدَّم المدعي العام الاتحادي لائحةً ضمَّت 52 مشتبهًا بهم جرى اعتقالُ 25 منهم، ومن بينِ هؤلاء المعتقلين، ظلَّ 23 رهن الاحتجاز حتى 14 كانون الأول/ديسمبر على الأقل.
ضمَّت هذه المجموعة المتآمرة عدة أعضاء سابقين في قيادة القوات الخاصة من فيهم أصحابُ رتب رفيعة. كانَ من المفترضِ أن يقود روديجر فون بيسكاتور – وهو مقدم سابق في القوات الخاصّة الألمانيّة – الذراع العسكريّة للمجموعة، وقد وصفَ المدعي العام الفيدرالي فون بيسكاتور إلى جانبِ هنري الثالث عشر (أو هاينريش كما تصفه بعض المصادر) بأنهما «زعيمَي العصابة»، كما وردت أنباءٌ تقول إنّ فون بيسكاتور كان المسؤول عن محاولةِ تجنيد ضباط وجنود شرطة في هذه الجماعة. كان من بين الأعضاء أيضًا العقيد السابق ماكسيميليان إيدر، ضابط الشرطة الجنائية السابق مايكل فريتش من هانوفر، وبيتر وورنر الذي كان يقودُ نشاطًا تجاريًا يُعلّم الناس تداريب للبقاءِ على قيد الحياة في بعض الوضعيات أو الأحداث.
يُقال إن مالساك وينكمان، وهي محامية وقاضية في ولاية برلين، وكانت قريبةً من أن تُصبح وزيرةً للعدل. فضلًا عن كونها عضوًا سابقًا في البوندستاغ الألماني من 2017 إلى 2021 عن حزبِ البديل من أجل ألمانيا هي  الأخرى ضمنَ الجماعة المتآمرة وقد اعتُقلت في 7 كانون الأول/ديسمبر 2022. ضمَّت المجموعة سياسيًا واحدًا آخر على الأقل من حزب البديل من أجل ألمانيا وهو كريستيان ويندلر، العضو السابق في حزب البديل من أجل ألمانيا (عضو مجلس محلي) من أولبيرنهاو في جبال الخام. بحسبِ مجلّة دير شبيغل فقد كان لدى مجموعة الاتحاد الوطني «مبلغٌ غير عادي من المال» اشتروا به أسلحة بالإضافة إلى هواتف تعملُ بالأقمار الصناعية. أحد العقارات التي داهمتها الشرطة في باد لوبنشتاين، والتي تعودُ ملكيّتها لزعيم العصابة المزعوم هنري الثالث عشر كانت عنوانًا تجاريًا للعديدِ من الشركات المرتبطة بالشركة الأم لهنري والتي تتخذُ مقرًا لها.

## الأيديولوجيا والأهداف
كان الهدف المزعوم للمجموعة هو إنشاء حكومة ملكية مماثلة للقيصريّة الألمانية (أو الإمبراطوريّة الألمانية). يُزعم أن المجموعة كانت تُخطّط لهجومٍ مسلحٍ على البوندستاغ منذ تشرين الثاني/نوفمبر 2021 على الأقل، بالإضافة إلى اعتقالات مختارة أو عشوائيّة للسياسيين لإحداثِ اضطراباتٍ عامة. افترضت جماعةُ الاتحاد الوطني أنّ أجزاء من السلطات الأمنية الألمانية كانت ستُظهر حينها تضامنها مع جهودهم، الأمر الذي كان من شأنه أن يؤدي إلى «الإطاحة بالنظام الحالي» وبالتالي  السماح للجماعة بالاستيلاء على السلطة.
كانَ «تحرير البلد» بحسبِ المجموعة موعودٌ بالتدخل الوشيك لما وُصف  إعلاميًا بـ «التحالف»، وهو تحالفٌ سري مكوَّن من عددٍ من أعضاء الحكومات وأجهزة المخابرات والجيوش من دول مختلفة، بما في ذلك روسيا والولايات المتحدة، وذلك وفقًا لما ذكره المدعون. من المعروفِ أن الجماعة يمينية، وتُروّج بانتظامٍ للأيديولوجية المعادية للسامية. تضمَّن الانقلابُ المخطَّط له اقتحام مبنى البرلمان الألماني الرايخستاغ، وذلك في اقتحامٍ مشابهٍ لما حصل يوم الهجوم على مبنى الكابيتول في الولايات المتحدة في 6 يناير 2021. أكّد ميرو ديتريش من مركز المراقبة والتحليل والاستراتيجيات أن حركة الريخ الثالث هذه لم تكن أول جماعة يمينية متطرفة حاولت الانقلاب، وأضاف: «مع ذلك فهذه المجموعة اليوم أكبر، وأبعد في التخطيط كما أنّ تواصلهم أقوى مع الأشخاص المدربين على [استخدام] الأسلحة».

## التحقيقات والاعتقالات

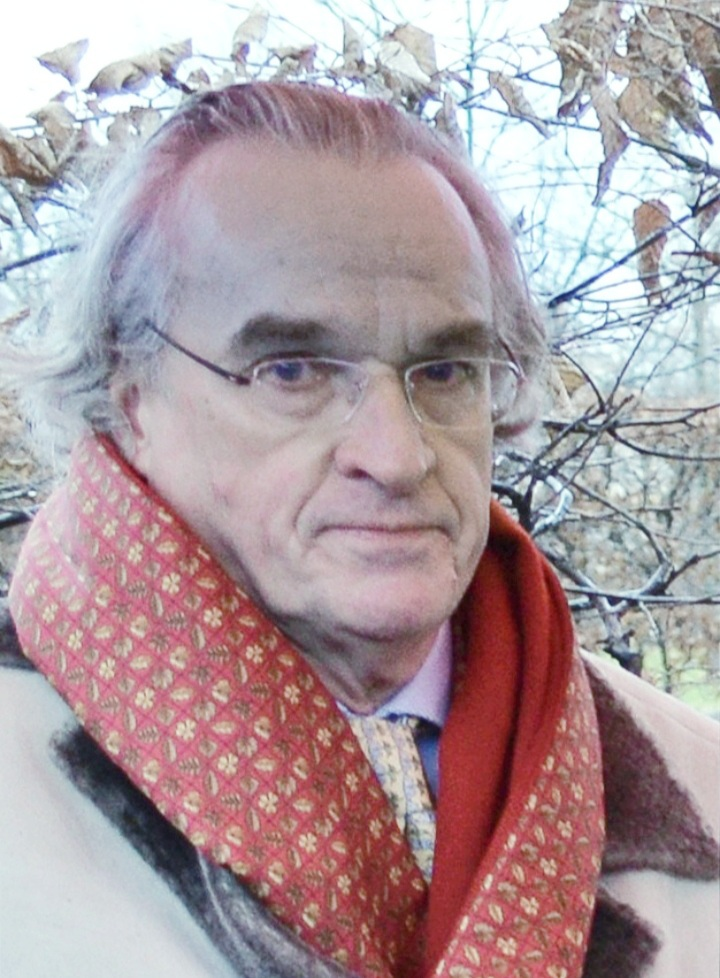
هنري الثالث عشر والذي يُشار له في بعض المصادر باسمِ هاينريش رويس من بينِ المعتقلين بسبب مشاركتهِ المزعومة في المؤامرة.

بدأت السلطات الألمانية التحقيق مع المجموعة في ربيع عام 2022، وقد كانت حينها تضمُّ وحسب ما  هو معروف عددًا من قادة الاحتجاجات على سياسات كوفيد-19 في ألمانيا. كانَ هنري الثالث عشر نقطة الانطلاق في التحقيقات التي أجراها مكتب الشرطة الجنائية الفيدرالية تحت اسم «شادو» أو «ظلّ» (بالإنجليزية: Shadow)‏، ووصلت التحقيقات بعضًا من مكاتب التحقيق الجنائي في الولايات الألمانيّة وسلطات الدولة الأخرى خاصّة تلكَ التي تتكلّف بحمايةِ الدستور. صرَّحت السلطات الألمانية أنّ الانقلاب قد تم التخطيط له منذ تشرين الثاني/نوفمبر 2021، وكان من شأنه أن يُسبّب «الإطاحة العنيفة والإرهابية بالحكومة الحاليّة». علِمَت الشرطة عنهم لأول مرة في نيسان/أبريل 2022، عندما ألقت القبض على أعضاء ما يسمى بـ «يونايتد باتريوتس» الذين قِيل إنّهم خططوا لاختطاف كارل لوترباخ، وزير الصحة الاتحادي في ألمانيا، وبحلول أيلول/سبتمبر 2022 بدأت الشرطة بالمراقبة الدقيقة لـ 52 مشتبهًا بهم.
شاركَ حوالي 3000 ضابط شرطة في عمليات القبض على المتآمرين، الذين جاءوا أساسًا من ولايات بافاريا و‌بادن-فورتمبيرغ بجنوب ألمانيا، لكنّ الاعتقالات طالت أيضًا أشخاصًا في 9 ولايات أخرى، كما شملت مُعتقَلين في النمسا وإيطاليا، حيث جرى اعتقالهم من قِبل السلطات المحليّة للبلدين بطلبٍ من ألمانيا. كان من بين المعتقلين أرستقراطيين وعضو سابق في البرلمان وأعضاء سابقين ونشِطين في الجيش، كما اعتُقلت الروسية المدعوّة باسمِ فيتاليا بي رفيقة عمر هنري الثالث عشر، والذي مكّنته من تأمينِ تمويلٍ مؤقتٍ لثلاثة أفراد روس. طالت الاعتقالات أيضًا فرانك هيبنر وهو طاهٍ مشهور اعتُقلَ في 7 كانون الأول/ديسمبر، وتروجُ أخبارٌ في الأوساط الألمانيّة بأنّ هيبنر كان قائدًا للجناح العسكري للجماعة علاوةً عن كونهِ مسؤولًا عن قضايا التجنيد والحصول على الأسلحة وبناء نظامِ اتصالاتٍ آمن، كما كان من الممكن أن يَمدَّ هيبنر أفراد الجماعة بالطعام بعد تنفيذِ الانقلاب بنجاح وكما هو مُخطَّط له.
خطَّط المتآمرون بحسبِ بعض الصحف الألمانيّة للتعاونِ مع روسيا، لكن المدعي العام أفادَ في 7 ديسمبر 2022 أنه ومما يعرفونه حتى الآن، فإنّ روسيا لم «تتفاعل بشكل إيجابي مع التحقيقات والطلبات الألمانيّة»، خاصّة أنّ المتحدث باسم السفارة الروسية في برلين نفى لاحقًا أيّ تورطٍ لها، وذكرت الحكومة الروسية أنه لا يُمكن أن يكون هناك أيُّ شك في أي تورّط روسي في مؤامرة الانقلاب اليمينية المتطرفة، حيث قال المتحدث ديمتري بيسكوف إنّ «ما حصلَ على ما يبدو مشكلة داخلية ألمانية».

## ردود الفعل

### محليًا
- ألمانيا: أعلَنت وزيرة الداخلية نانسي فيزر أنَّ السلطات ستَرد بكل قوة القانون «ضد أعداء الديمقراطيّة».[30]

### دوليًا
- روسيا: نفَى المتحدث باسمِ الكرملين ديمتري بيسكوف تورّط الكرملين في هذه المحاولة الانقلابيّة.[31]
- الولايات المتحدة: أعلنَ السكرتير الصحفي للبيت الأبيض كارين جان بيير أنّ حكومة الولايات المتحدة مستعدةٌ لمساعدةِ الحكومة الألمانية في مكافحة التطرف.[32]